# 坂口博翁
坂口 博翁（さかぐちはくおう、1942年 - ）は、日本の僧侶。教育者。
1942年、京都府京都市生まれ。立命館大学大学院文学研究科日本史修士課程終了。別格本山覚勝院住職、真言宗大覚寺派宗務総長、大本山大覚寺執行長、華道総司所理事長、まこと幼児園園長、京都嵯峨芸術大学理事長。

## 主な受賞歴
- 厚生大臣表彰（2000年）

## 主な著書
- 「大童（おおわらわ）」（2004年）
- 「空海のデザインと嵯峨天皇」（2006年）